# Marcin Herra
Marcin Wojciech Herra (ur. 3 listopada 1974 w Gdańsku) – polski prawnik, menedżer i specjalista w zarządzaniu obiektami wielkopowierzchniowymi. Główny koordynator polskich przygotowań do Euro 2012. W latach 2008–2014 prezes spółki PL.2012+, operatora Stadionu Narodowego im. Kazimierza Górskiego w Warszawie. Były wiceprezes Związku Piłki Ręcznej w Polsce. Od 2022 wiceprezes Legii Warszawa.

## Życiorys
Absolwent Wydziału Prawa i Administracji Uniwersytetu Gdańskiego (1998), uzyskał także tytuł Master of Business Administration. 
Po ukończeniu studiów rozpoczął pracę na stanowisku sprzedawcy na stacji paliw Lotos. Następnie awansował kolejno na wyższe stanowiska. W 2002 został Prezesem Zarządu Lotos Paliwa Sp. z o.o., która jest największą spółką zależną Grupy Lotos, na stanowisku tym pracował do 2005. W 2016 wyjechał do Niderlandów, gdzie pracował dla koncernu paliwowego Shell, w którym pracował jako konsultant przy realizacji wielkoskalowych projektów. 
W 2008 został powołany przez ówczesnego ministra sportu Mirosława Drzewieckiego na stanowisko prezesa zarządu nowo powstałej spółki celowej Skarbu Państwa PL.2012, która była odpowiedzialna za koordynację i przygotowania do Euro 2012. Spółka w 2013 została zarządcą Stadionu Narodowego. Prezesem zarządu PL.2012+ był do 2014. 
Od 2012 pełnił funkcję wiceprezesa Związku Piłki Ręcznej w Polsce, gdzie był odpowiedzialny za przygotowania do Euro 2016 w piłce ręcznej, na stanowisku tym pracował do 2016. 
Od 2017 przez rok był prezesem zarządu Sawex S.A. Od 2018 sprawuje funkcję prezesa zarządu spółki Arena Operator, operatora Areny Gliwice. Od 2022 roku sprawuje funkcję wiceprezesa zarządu Legii Warszawa.
Jest członkiem zarządu Stowarzyszenia Sport Biznes Polska oraz prezesem zarządu Stowarzyszenia IAKS Polska.
Jest synem Marka Herry, wieloletniego członka zarządu Rafinerii i dyrektora produkcji w Grupie Lotos.